# Antoine Darquier de Pellepoix
Pour les articles homonymes, voir Darquier.
Antoine Darquier de Pellepoix, né le 23 novembre 1718 à Toulouse et mort le 18 janvier 1802 à Beaumont-sur-Lèze, est un astronome français. Ses observations faites entre 1748 et 1773 sont rassemblées dans son livre Observations astronomiques faites à Toulouse (Avignon, 1777). 

## Observation
Antoine Darquier de Pellepoix observe des taches solaires et d'autres phénomènes astronomiques. Alors qu'il recherche la comète de 1779 en utilisant une lunette achromatique de 2,5 pouces avec 42 pouces de distance focale (f/16.8), il découvre en janvier 1779 (juste quelques jours avant Messier) la nébuleuse de la Lyre qu'il décrit comme une nébuleuse très sombre, mais parfaitement dessinée, aussi grande que Jupiter et qui ressemble à une planète en train de disparaître. Il observa Uranus, alors une nouvelle planète, et calcule son orbite. Entre 1791 et 1798 il dresse un vaste catalogue d'étoiles que Lalande devait incorporer dans son catalogue de près de 50 000 étoiles, publié en 1801. Par ailleurs il traduit en français les Cosmologische Briefe (Lettres cosmologiques) de Jean-Henri Lambert, de 1761.

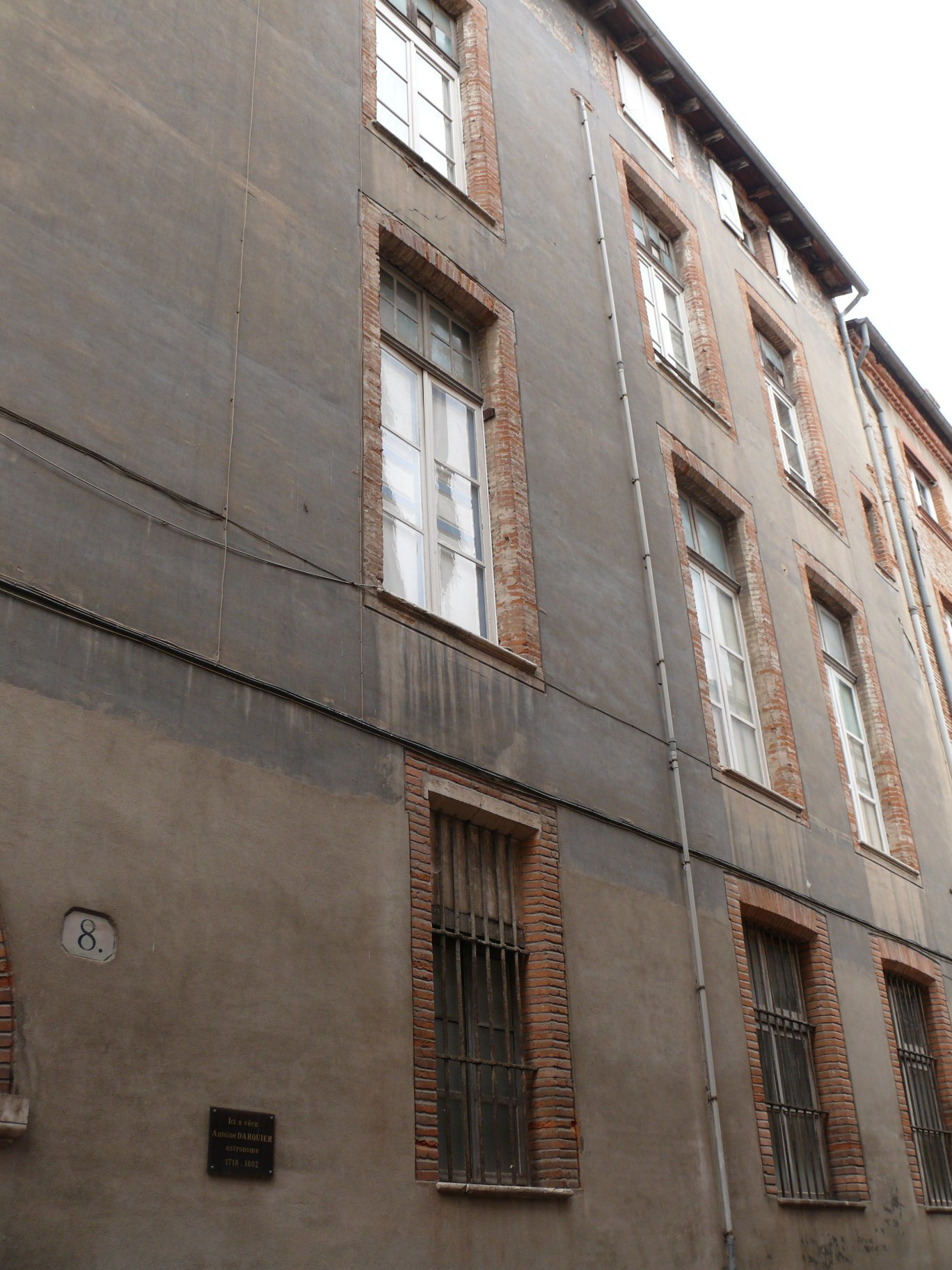
Sa maison à Toulouse.

## Anecdote
Au XXe siècle, le politicien d'extrême droite Louis Darquier se prétendit son descendant afin de s'attribuer sa particule! 